# Atlas linguistique de la péninsule Ibérique
 (avril 2024).
Si vous disposez d'ouvrages ou d'articles de référence ou si vous connaissez des sites web de qualité traitant du thème abordé ici, merci de compléter l'article en donnant les références utiles à sa vérifiabilité et en les liant à la section « Notes et références ».
Pour les articles homonymes, voir Alpi.
L'Atlas linguistique de la péninsule Ibérique (Atlas Lingüístico de la Península Ibérica, ALPI) est un projet d'atlas linguistique conçu en 1914 par Ramón Menéndez Pidal et confié à son disciple Tomás Navarro Tomás. 

## Description du projet
Le projet s'appuyait sur des cahiers d'enquêtes élaborés en 1930-1931 ; trois équipes d'enquêteurs étaient chargées de recueillir les données aux 527 points d'enquêtes, généralement de petits villages préalablement sélectionnés pour couvrir de la manière la plus complète possible toutes les variantes linguistiques de la péninsule Ibérique (hormis la zone bascophone), du Roussillon et des îles Baléares. Les îles Canaries, les Açores et Madère ne furent pas incluses. La plus grande partie du travail d'enquête fut réalisée entre 1931 et 1935, le reste fut complété entre 1947 et 1954.
Les enquêteurs furent :
- Francesc de Borja Moll
- Aurelio M. Espinosa
- Luís F. Lindley Cintra
- Armando Nobre de Gusmão
- Aníbal Otero
- Lorenzo Rodríguez-Castellano
- Manuel Sanchis Guarner.

Il était prévu de réaliser l'Atlas proprement dit à partir des résultats des enquêtes mais seul le premier tome vit effectivement le jour.

## Mésaventures liées à l'ALPI
En conséquence de la guerre civile espagnole de 1936-1939 les enquêtes durent être interrompues. Tomás Navarro Tomás dut s'exiler et emmena avec lui tout le matériel de l'Atlas.
L'un des enquêteurs, Aníbal Otero, fut accusé d'espionnage et condamné à mort, semble-t-il parce qu'il utilisait des signes de transcription phonétique dans ses cahiers d'enquêtes. Il fut plus tard amnistié et resta en prison jusqu'en 1941.
En 1951 le matériel revint en Espagne, par la médiation du CSIC, après négociations visant à mener les enquêtes à leur terme et publier l'Atlas. 
En 1962 le premier volume (sur dix prévus) fut publié, mais les travaux furent immédiatement suspendus et aucun autre volume ne vit le jour. Les cahiers d'enquête restèrent dispersés dans divers lieux publics et privés. Depuis 1999, le professeur David Heap, de l'Université de Western Ontario a entrepris de photocopier les cahiers et de publier des facsimilés sur internet